# 鈴木咲
鈴木 咲（すずき さき、1987年11月3日 - ）は、日本のグラビアアイドル、バラエティタレント、女優。本名は細川 ちひろ（ほそかわ ちひろ）。2012年結成のアイドルユニット「persolate」（パソラッテ）および、「persolate」が改名した「教育的指導!!せんせ〜しょん's 」の元メンバー。現在はフリー。

## 来歴

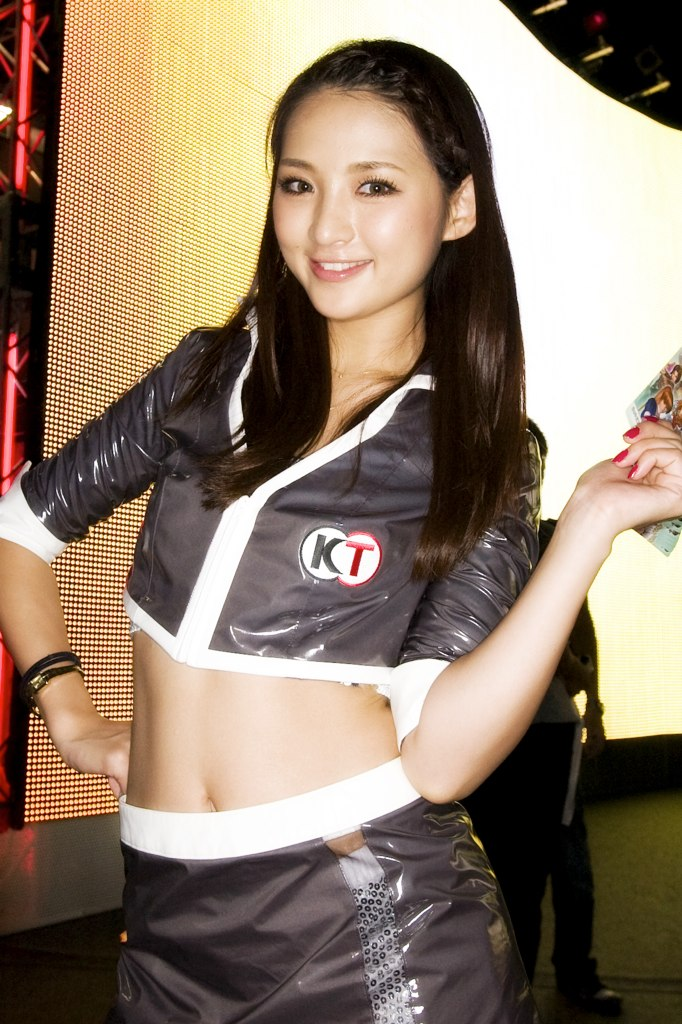
2009年9月25日、東京ゲームショウにて

愛知県出身。愛知県立豊田東高等学校卒業。名古屋芸術大学在学中にミス名芸に選ばれた事がある。
2004年、16歳の頃に撮影会のバイトをしたのを機にグラビアの仕事を始める。その後19歳で本格的な活動を始めた頃から現在の芸名を名乗るようになった。芸名の「咲」は、当時生まれた子供の名前ランキングの60番目から70番目にあった名前だったという。
プラチナムプロダクション在籍時の2009年、SUPER GTイメージガールユニット「angelic」のメンバーとして活動し、一気に注目を集める。同年9月24日 - 27日に開催された東京ゲームショウのコーエーテクモブースに、同じangelicメンバーだった永井麻央（現在はアークプロダクションに移籍）と参加した。
2012年8月に写真展『J:COM presents エヴァンゲリオン×美少女写真展』に出演。
2015年11月、グラドルデビュー11年目にして初の写真集『サキミダレ』が発売される。
2021年1月5日、G-STAR.PRO並びにG-STAR gamingにメンバーとして所属する事が発表された。
2021年2月、G-STAR gamingへの所属に伴い、主な配信をこれまでのYouTubeからMildomへ変更した（YouTubeは引き続き個人のアカウントとして継続）。
2023年1月30日、5歳年上の一般男性と結婚したことを自身のTwitter（現・X）にて発表した。
2024年12月31日をもってG-STAR.PROを退所。以後、フリーとして活動。

## 人物
- 趣味はゲーム、アニメ[19]、マンガ、サバイバルゲーム[20]。
- デビュー以来ロングヘアであったが、2013年10月に撮影中のトラブルで髪を痛めてしまいやむなくショートカットにした[21]。これが好評であったことからその後は2018年末までショートヘアを通していた。
- 所属事務所は、キャットアイプロモーション、プラチナムプロダクションを経て、短いフリー期間を挟み、シネマクトに所属。2020年8月31日に退所しフリーとなる[22]。現在はG-STAR. PRO 並びに G-STAR gamingに所属。
- 自身のYouTubeチャンネル『咲チャンネル鈴木』でゲーム配信を行なっている。深夜に始まる事が多く、YouTubeの配信制限時間いっぱいの12時間にも及ぶ長時間の配信をする事もある。
- 2021年5月3日12時から翌4日の12時にかけて24時間に及ぶゲーム配信を行った。

## 受賞歴
- 2008年6月：「第4期sabraブロガール選手権」グランプリ[23]。事務所の先輩であった菊地亜沙美（現在は退所）を抑え、同事務所としては3期連続となるグランプリを獲得した。
- 2011年：「2代目ファミ通ゲーマーズエンジェルコンテスト」グランプリ獲得[24][25]
- 2014年：週刊プレイボーイ×グラドル自画撮り部「第1回“ジガドル”コンテスト」グランプリ獲得（一般投票賞）[26][27]

## 出演

### イメージガール
- 2009年：SUPER GTイメージガール「angelic」（アンジェリック）
- 2010年 - 2011年：インターネットプロバイダ“ブロードエース”イメージガールユニット「BA5」（ビーエーファイブ）
- 2012年 - 2014年3月：藤商事プロモーションガールユニット「FUJI☆7GIRLs」（フジセブンガールズ）[28]

### テレビ
- エンタの味方!（2008年、TBS）
- 専門チャンネル 専テレgo!go!（2008年11月22日、日本テレビ）
- ゴッドタン 〜The God Tongue 神の舌〜（2010年8月11日、2018年2月24日[29]、テレビ東京）
- 女神降臨 #4（2010年11月15日 - 2010年11月28日、MONDO TV / MONDO TV HD）
- ロンドンハーツ（2013年5月28日、テレビ朝日）
- 法円坂ホラー研究会 谷町第二高等学校（2013年6月7日 - 、BS-TBS）
- 闇金ウシジマくん Season2（2014年1月24日、毎日放送）ニュー大原ガールズ（左）
- 陰陽師（2015年9月13日、テレビ朝日）
- ドランクドラゴンのバカ売れ研究所!（2016年6月13日、TwellV）
- 鎧美女（2016年9月27日、フジテレビONE）
- 実録!世紀末決戦MADサバ 〜銃と水着と異形の狂宴!終末世界を生き延びろ!〜（2018年、エンタメ〜テレ）
- 橋本マナミのヨルサンポIII（2018年2月8日、2018年2月15日、BSフジ ）
- 橋本マナミのヨルサンポV（2018年10月 - 2019年3月、BSフジ ） - レポーター
- 癒されたい男 第10話（2019年6月12日、テレビ東京） - 床尾みが子 役
- ヒロシの心霊キャンプ 第2話「降りてくる山の神」（2024年10月10日、BS日テレ）

### Vシネマ
- 戦慄ショートショート コワバナ 恐噺 幽霊ホテル（2012年、楽創舎 / トリコ）
- 野獣（クーガ）の城〜女子刑務所〜2（2017年5月、監督：奥渉） - 尾野麻衣 役

### 映画
- 野獣（クーガ）の城〜女子刑務所〜（2017年3月26日公開、監督：奥渉）[30] - 尾野麻衣 役
- かそけきサンカヨウ（2021年10月15日公開、監督：今泉力哉）[31]

### ラジオ
- まだまだゴチャ・まぜっ!〜集まれヤンヤン〜（2011年4月16日 - 2012年4月14日、MBSラジオ）

### 舞台
- THE BAMBOO SHOW（2008年6月） - 急病により欠席した星野香織の代役として出演した。
- 舞台サイレントメビウス（2017年3月29日 - 4月2日、新宿シアターサンモール） - レビア・マーベリック 役

### インターネット
- チャンネルBA5（2010年〜2011年ニコニコ生放送）アーカイブ … 46 件
- ファミ通LiVE（2011年7月、ニコニコ生放送）
- 尻博士・倉持由香 VRグラドル研究所（2017年10月27日、360Channel） - 研究員（全14回、VR動画）[32]
- 尻先輩・倉持由香 VRグラドル女子会 Vol.2（2018年10月8日、360Channel）

### ゲーム
- 龍が如く5 夢、叶えし者（2012年12月6日、セガ） - 居酒屋はなこの店員 役
- RPGツクール フェス（2016年11月16日配信、角川ゲームス） - ニンテンドー3DS。「GGクエスト 〜亀の甲より年の功〜」を制作[33]。

### CM
- ゲオモバイル

## 作品

### DVD
- 咲がいる部屋 （2009年2月27日、リバプール）
- Oh! my sister （2009年7月24日、リバプール）
- さきっちょ （2011年9月22日、トリコ）
- 鈴木咲をノゾキサキ （2012年12月21日、リバプール）
- Sweet Days （2014年9月15日、ワニッチ）
- 透明度100%（2015年1月25日、エアーコントロール）
- サキミダレ（2015年11月25日、エアーコントロール）
- 日常に或る幸福（2016年10月28日、スパイスビジュアル）
- SAKI（2017年10月25日、エアーコントロール）

### CD（angelicとして）
- SUPER EUROBEAT presents SUPER GT 2009 〜FIRST ROUND〜 （2009年4月29日、avex trax） 曲名『BABY DON'T CRY』
- SUPER EUROBEAT presents SUPER GT 〜ANNIVERASRY ROUND〜 （2009年8月5日、avex trax） 曲名『WINGS OF FIRE』
- TOKYO AUTOSALON 2010 presents EVOLUTION #06 （2009年12月16日、avex trax） 曲名『BABY GET MY FIRE TONITE』

## 書籍

### 写真集
- COSPLAY made in Japan（2012年、出版共同流通株式会社） ※写真家：須崎祐次の作品集。モデルとして参加。
- サキミダレ（2015年11月20日、ジーオーティー、撮影：山口勝己）ISBN 978-4-860-84970-2
- SAKI（2017年10月25日、ジーオーティー、撮影：LUCKMAN）ISBN 978-4-860-84559-9
- さきいか（2020年12月15日、トランスワールドジャパン）ISBN 978-4-862-56302-6

### その他
- MAMOR（2016年12月号、扶桑社） - 防衛省広報誌。朝霞駐屯地の音楽隊を訪問し、同隊の制服などを着て撮影、表紙と巻頭グラビアを飾る。